# زهرة الربيع الطويلة
زهرة الربيع الطويلة أو شَفة الثور هي نوع من النباتات المزهرة من الفصيلة الربيعية، واطنة في الغابات والمروج الرطبة الفقيرة بالمغذيات والغنية بالكالسيوم في جميع أنحاء أوروبا، إلى الحدود الشمالية في الدنمارك والأجزاء الجنوبية من السويد، وشرقاً إلى جبال ألتاي وفي شبه جزيرة كولا في روسيا. وغرباً في الجزر البريطانية.